# 安西秀幸
安西 秀幸（あんざい ひでゆき、1985年9月18日 -）は、元陸上競技の選手でマラソン･中長距離選手。福島県河沼郡河東町（現・福島県会津若松市河東町）出身。福島県立会津高等学校 - 駒澤大学文学部社会福祉学科出身。

## 来歴・人物
中学時代はサッカー部に在籍していたが会津高等学校時代から陸上を始める。駒澤大学3年時には陸上競技部駅伝主将を、4年時には陸上競技部主将を務めた。第84回箱根駅伝では5区区間2位となる走りで駒澤大学の総合優勝に貢献した。JALグランドサービスの廃部に伴い2010年4月より日清食品グループに移籍。2014年より日清食品グループで現役を続けながら母校駒澤大学でコーチを務めていた。
2015年3月31日付で日清食品グループを退部、現在は家業を継ぐため会津若松市に戻っている。
2017年から全国都道府県対抗男子駅伝福島県チームの監督を務めている。
2021年、鹿児島県指宿市を拠点に活動するクラブチーム「IBUSUKI R.B（イブスキ ランニング ベース）」の監督に就任。

## 主な戦績
- 2004年 第9回天皇盃全国都道府県対抗男子駅伝競走大会 福島県代表 4区区間6位
- 2006年 出雲駅伝 1区区間賞
- 2006年 全日本大学駅伝 4区区間2位
- 2006年 府中多摩川ハーフマラソン 優勝
- 2007年 関東インカレ（2部） 10000m2位
- 2008年 第84回箱根駅伝 5区区間2位
- 2008年 第49回東日本実業団対抗駅伝競走 1区区間2位
- 2009年 第53回全日本実業団対抗駅伝競走 1区区間4位
- 2009年 第14回全国都道府県対抗男子駅伝競走 千葉県代表　3区区間7位
- 2009年 第50回東日本実業団対抗駅伝競走 1区区間2位
- 2010年 第54回全日本実業団対抗駅伝競走 4区区間21位
- 2010年 第15回全国都道府県対抗男子駅伝競走 千葉県代表　7区区間16位
- 2012年 第56回全日本実業団対抗駅伝競走 7区区間5位
- 2013年 第57回全日本実業団対抗駅伝競走 7区区間4位

## 記録

### 自己ベスト
- 5000m 13分48秒62
- 10000m 28分38秒99
- ハーフマラソン 1時間02分33秒
- 30kmロード 1時間30分40秒
- マラソン 2時間49分53秒[5]